# Elizabeth Maria Gifford Peckham et George William Peckham
Pour les articles homonymes, voir Peckham (homonymie), homonymes et Gifford.

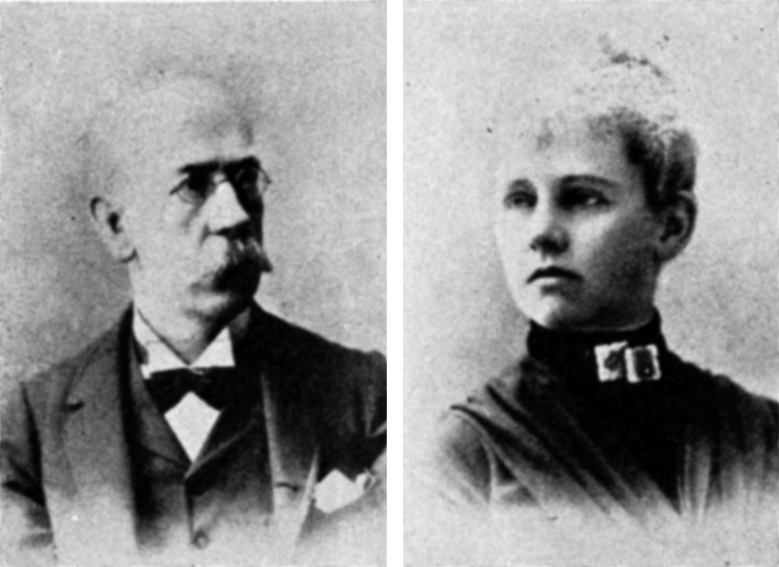
Elizabeth Maria Gifford Peckham et George William Peckham.

George William Peckham, né le 23 mars 1845 à Albany dans l'État de New York et mort le 10 janvier 1914 à Milwaukee, et Elizabeth Maria Gifford Peckham, née le 19 décembre 1854 et morte le 10 février 1940, sont un couple de zoologistes ayant réalisé l’essentiel de leur œuvre ensemble.
George Peckham participe à 18 ans à la Guerre de Sécession et obtient le grade de first lieutnant un an plus tard. Après la guerre, il reprend ses études et obtient un titre de docteur en médecine en 1872. Diplômé également de droit, il préfère cependant enseigner la biologie à l’East Division High School de Milwaukee. En 1888, Peckham est nommé directeur de cet établissement et en 1891, inspecteur de l’instruction publique. En 1897, il quitte cette carrière pour prendre la direction de la bibliothèque publique de Milwaukee, fonction qu’il occupe jusqu’à retraite en 1910.
Il se marie avec Elizabeth Gifford en 1880. Ensemble, ils étudient particulièrement les mœurs des araignées, notamment des Salticidae, et des guêpes. Leurs travaux sur le comportement reproducteur et le mimétisme chez ces animaux leur valent une réputation internationale.

## Taxons nommés en leur honneur
- Acragas peckhami (Chickering, 1946)
- Bellota peckhami Galiano, 1978
- Chapoda peckhami Banks, 1929
- Cicurina peckhami (Simon, 1898)
- Compsodecta peckhami Bryant, 1943
- Corythalia peckhami Petrunkevitch, 1914
- Goleta peckhami Simon, 1900
- Habrocestum peckhami Rainbow, 1899
- Habronattus peckhami (Banks, 1921)
- Hasarius peckhami Petrunkevitch, 1914
- Heliophanus peckhami Simon, 1902
- Hyllus brevitarsis peckhamorum Berland & Millot, 1941
- Myrmarachne peckhami Roewer, 1951
- Pachomius peckhamorum Galiano, 1994
- Peckhamia Simon, 1901
- Pelegrina peckhamorum (Kaston, 1973)
- Pensacola peckhami Bryant, 1943
- Salticus peckhamae (Cockerell, 1897)
- Telamonia peckhami Thorell, 1891
- Thiodina peckhami (Bryant, 1940)
- Uroballus peckhami Zabka, 1985
- Viciria peckhamorum Lessert, 1927